# GhostNet
GhostNet (« Réseau fantôme » en anglais) est une opération de cyber espionnage dévoilée le 29 mars 2009 et basée en Chine, ayant servi à l'infiltration d'ordinateurs privés et de services gouvernementaux du monde entier, notamment ceux de partisans du Dalaï-lama. Bien qu'ils affirment que le système est contrôlé par des ordinateurs basés presque exclusivement en Chine, les chercheurs de l'Université de Toronto disent ne pas pouvoir conclure que le gouvernement chinois est impliqué. Les mêmes chercheurs ont découvert que GhostNet avait infiltré, en moins de deux ans, au moins 1 295 ordinateurs dans 103 pays, et semblait se concentrer sur l'espionnage d'États d'Asie du Sud et du Sud-Est.
Selon Roger Faligot, écrivain et spécialiste des services secrets chinois, l’État chinois serait certainement à l'origine de cette opération. Le système d'espionnage, dont on pense qu'il continue à pénétrer dans plus d'une douzaine d'ordinateurs par semaine, serait le plus important jamais percé à jour mais il semblerait qu'il n'ait jamais infiltré les services gouvernementaux des États-Unis. Par le biais de GhostNet, des systèmes de sécurité pouvaient être rendus inopérants ; toutefois les spécialistes ignorent si de telles fonctionnalités ont été effectivement utilisées.
GhostNet permet notamment d'effectuer un contrôle en activant à distance les webcams.